# ラファエル・ペラルタ (ミサイル駆逐艦)
|          |                                                                                               |
| 艦歴     |                                                                                               |
| 発注     | 2011年9月26日                                                                                 |
| 起工     | 2014年10月30日                                                                                |
| 進水     | 2015年11月1日                                                                                 |
| 就役     | 2017年7月29日                                                                                 |
| 退役     |                                                                                               |
| その後   | 就役中                                                                                        |
| 要目     |                                                                                               |
| 排水量   | 9,648 トン                                                                                    |
| 全長     | 155.3 m (509 ft 6in)                                                                          |
| 全幅     | 20.1 m (66 ft)                                                                                |
| 吃水     | 9.4 m (31 ft)                                                                                 |
| 機関     | COGAG方式                                                                                     |
| 機関     | LM 2500-30ガスタービンエンジン (27,000shp) ×4基                                               |
| 機関     | 可変ピッチプロペラ（5翔）×2軸                                                                 |
| 最大速   | 31ノット                                                                                      |
| 航続距離 | 4,400 海里（20ノット時）                                                                      |
| 乗員     | 士官、兵員 380名                                                                              |
| 兵装     | Mk.45 mod.4 5インチ単装砲 ×1基                                                                |
| 兵装     | Mk.38 25mm単装機関砲 ×2基                                                                     |
| 兵装     | Mk.15 20mmCIWS×1基                                                                            |
| 兵装     | M2 12.7mm機銃 ×4挺                                                                            |
| 兵装     | Mk.41 mod.15 VLS ×96セル - SM-2MR SAM - ESSM 短SAM - VLA SUM - トマホーク SLCM などを発射可能 |
| 兵装     | Mk.32 3連装短魚雷発射管×2基                                                                   |
| 艦載機   | MH-60R×2機搭載可能                                                                            |
| C4ISTAR  | AWS B/L 9 (Mk.99 GMFCS×3基)                                                                   |
| C4ISTAR  | AN/SQQ-89A(V)15                                                                               |
| センサ   | AN/SPY-1D(V) 多機能レーダー×4面                                                               |
| センサ   | AN/SPS-67 対水上レーダー×1基                                                                  |
| センサ   | AN/SQS-53C(V)1艦首装備ソナー                                                                  |
| 電子戦   | AN/SLQ-32(V)3 ESM/ECM装置                                                                     |
| 電子戦   | Mk 36 SRBOC デコイ発射機                                                                      |
| モットー |                                                                                               |

ラファエル・ペラルタ (英語: USS Rafael Peralta, DDG-115) は、アメリカ海軍のミサイル駆逐艦。アーレイ・バーク級ミサイル駆逐艦の65番艦。

## 名称
艦名は、イラク戦争中のファルージャの戦闘で2004年11月に数名の海兵隊員を手榴弾から庇って戦死し、海軍十字章を授与されたアメリカ海兵隊のラファエル・ペラルタ三等軍曹にちなむ。

## 特徴
本艦はアーレイバーク級駆逐艦の65番艦で、同級の初期建造艦に比して大幅に改良された「フライトIIA」と呼ばれるタイプに属しており、イージスシステムは2020年代初期時点で最新型の「ベースライン9」を搭載している。弾道ミサイル対処能力も向上している。さらには、船体後部に艦載ヘリコプター用の発着甲板と格納庫を備えており、MH-60 多用途哨戒ヘリコプター（cf. MH-60R シーホーク）を2機搭載できる。

## 艦歴
本艦はバス鉄工所にて建造された。2014年10月30日に起工。2015年11月1日に進水。2017年2月に海軍へ引き渡され、同年7月29日に母港となるカリフォルニア州サンディエゴ海軍基地にて就役した。
2021年（令和3年）2月4日に日本に到着し、神奈川県にある横須賀海軍施設と第7艦隊に前方配備された（第15駆逐隊所属）。
2023年（令和5年）1月30日から2月3日まで、苫小牧港に入港し、乗員が現地観光などの休養を行った。